# Jan Elias Nicolaas van Lynden van Hoevelaken
Jan Elias Nicolaas van Lynden, heer van Hoevelaken (Arnhem, 22 september 1766 - 's-Gravenhage, 16 januari 1841) was een Nederlands politicus en eerste Voorzitter van de Tweede Kamer.

## Loopbaan
Jhr. mr. J.E.N. van Lynden van Hoevelaken was lid van de familie van Lynden en een Gelderse orangistische patriciër, die tijdens de Republiek onder meer gedeputeerde van Gelderland en burgemeester van Harderwijk was. In de Franse tijd bekleedde hij geen openbare ambten.
Op 28 augustus 1814 werd hij, net als zijn broer Jan Carel Elias van Lynden benoemd in de ridderschap van Gelderland en verkreeg zo het adellijke predicaat van 'jonkheer'.
Hij werd in 1814 voorzitter van de nieuwe Staten-Generaal der Verenigde Nederlanden (1814-1815) en zat in 1815 in de commissie die de Grondwet moest wijzigen na de vereniging van Noord- en Zuid-Nederland. Hij kreeg daarna zitting in zowel de Raad van State als de Tweede Kamer en was tevens in de eerste zitting Tweede-Kamervoorzitter. Hij was in 1830 voorstander van de scheiding tussen Noord en Zuid. Van 1837 tot 1840 was hij in de laatste regeringsjaren van koning Willem I vicevoorzitter van de Raad van State.

## Familie
Hij stamde uit de Gelderse familie Van Lynden en was de zoon van Dirk Wolter van Lynden, heer van Hoevelaken. Zijn jongere broer Jan Carel Elias van Lynden was onder koning Willem I gouverneur van Gelderland.

## Eerbewijzen
Hij werd onderscheiden met het commandeurschap in de Orde van de Nederlandse Leeuw.